# Искрящо колибри
Искрящото колибри (Selasphorus scintilla) е вид птица от семейство Колиброви (Trochilidae).

## Разпространение и местообитание
Разпространен е в Коста Рика и Панама.